# Corrhenes grisella
Corrhenes grisella là một loài bọ cánh cứng trong họ Cerambycidae.